# Propel
Pour l’article homonyme, voir Propel (parti politique).
Propel est un ORM pour PHP 5.
Le développement de Propel est accessible sur GitHub.
Licence :
- Jusqu'à la version 1.4 : GNU GPL v3 ou suivantes ;
- À partir de la version 1.5 : Licence MIT.

Il est possible de l'utiliser avec le framework Symfony (versions 1 et 2). À partir de Symfony 2.0, seul l'ORM Doctrine est officiellement supporté par l'équipe de développement de Symfony, mais l'équipe de développement de Propel propose le support de Propel dans Symfony 2 via une offre groupée.